# にこにこぎゅっ
にこにこぎゅっは、エフエム北海道（AIR-G'）にて2009年10月11日より放送されているラジオ番組。

## 概要
- 札幌市円山動物園のホッキョクグマの双子「イコロ」「キロル」と母熊「ララ」を題材としたパーソナリティひだのかな代の同名の絵本を由来とし、主に育児中の母親を対象とした内容でトークを行い、その他ひだのの作品紹介やゲストトークを交える場合もある。
- 夏休みや冬休みには児童向けの工作教室や子供のいる家庭を対象としたモニターツアーを実施している。このほか子育て世帯の視点によるリゾート施設などの改善案の募集も行われている。
- スポンサーは当初コープさっぽろだったが、2020年10月よりパナソニックリビングショウルームに、2021年10月より日本ハムグループに変更。

## 放送時間
- 日曜日 8:30 - 9:00（2009年10月11日 - 現在）

## パーソナリティ
- ひだのかな代（2009年10月11日 - 現在）
- 森本優（2019年10月・2020年3月 - 現在）

過去
- 千葉ひろみ（2009年10月11日 - 2017年9月24日）
- 鈴木彩可（2017年10月1日 - 2019年8月）
- 屋木志都子（2019年9月）
- 大野真奈（2019年11月・12月）
- 箕輪直人（2020年1月）
- 森基誉則（2020年2月）

## 主なコーナー
にこにこZOO
札幌市円山動物園の動物やイベントの紹介。
にこにこど～も
芸術・スポーツなどで活躍する中学生までの子供をゲストに迎えてトークする。また、プレミアム編として子どもの心を持った大人のゲストを迎える場合もある。

### 過去のコーナー
耳よりトドック
スポンサーであったコープさっぽろの宅配サービス「トドック」とタイアップし、宅配カタログ掲載商品から毎週一つおすすめアイテムを紹介していた。番組との共同開発によるコラボ商品を発表する場合があった。